# Таннер (Вашингтон)
Таннер (англ. Tanner) — переписна місцевість (CDP) в США, в окрузі Кінг штату Вашингтон. Населення — 774 особи (2020).

## Географія
Таннер розташований за координатами 47°28′36″ пн. ш. 121°40′58″ зх. д. / 47.47667° пн. ш. 121.68278° зх. д. (47.476623, -121.682885).  За даними Бюро перепису населення США в 2010 році переписна місцевість мала площу 10,45 км², з яких 9,98 км² — суходіл та 0,47 км² — водойми.

## Демографія
Згідно з переписом 2010 року, у переписній місцевості мешкало 1018 осіб у 347 домогосподарствах у складі 287 родин. Густота населення становила 97 осіб/км².  Було 364 помешкання (35/км²).
Расовий склад населення:
| - 93,9 % — білих - 1,6 % — азіатів - 0,8 % — корінних американців - 1,0 % — осіб інших рас |

До двох чи більше рас належало 2,8 %. Частка іспаномовних становила 2,0 % від усіх жителів.
За віковим діапазоном населення розподілялося таким чином: 29,7 % — особи молодші 18 років, 63,9 % — особи у віці 18—64 років, 6,4 % — особи у віці 65 років та старші. Медіана віку мешканця становила 41,2 року. На 100 осіб жіночої статі у переписній місцевості припадало 102,8 чоловіків;  на 100 жінок у віці від 18 років та старших — 104,0 чоловіків також старших 18 років.
Середній дохід на одне домашнє господарство  становив 218 844 долари США (медіана — 153 750), а середній дохід на одну сім'ю — 232 842 долари (медіана — 146 591). 
Цивільне працевлаштоване населення становило 572 особи. Основні галузі зайнятості: науковці, спеціалісти, менеджери — 22,7 %, освіта, охорона здоров'я та соціальна допомога — 17,1 %, роздрібна торгівля — 8,6 %, мистецтво, розваги та відпочинок — 8,0 %.